# Майер, Иоганн Генрих Густав

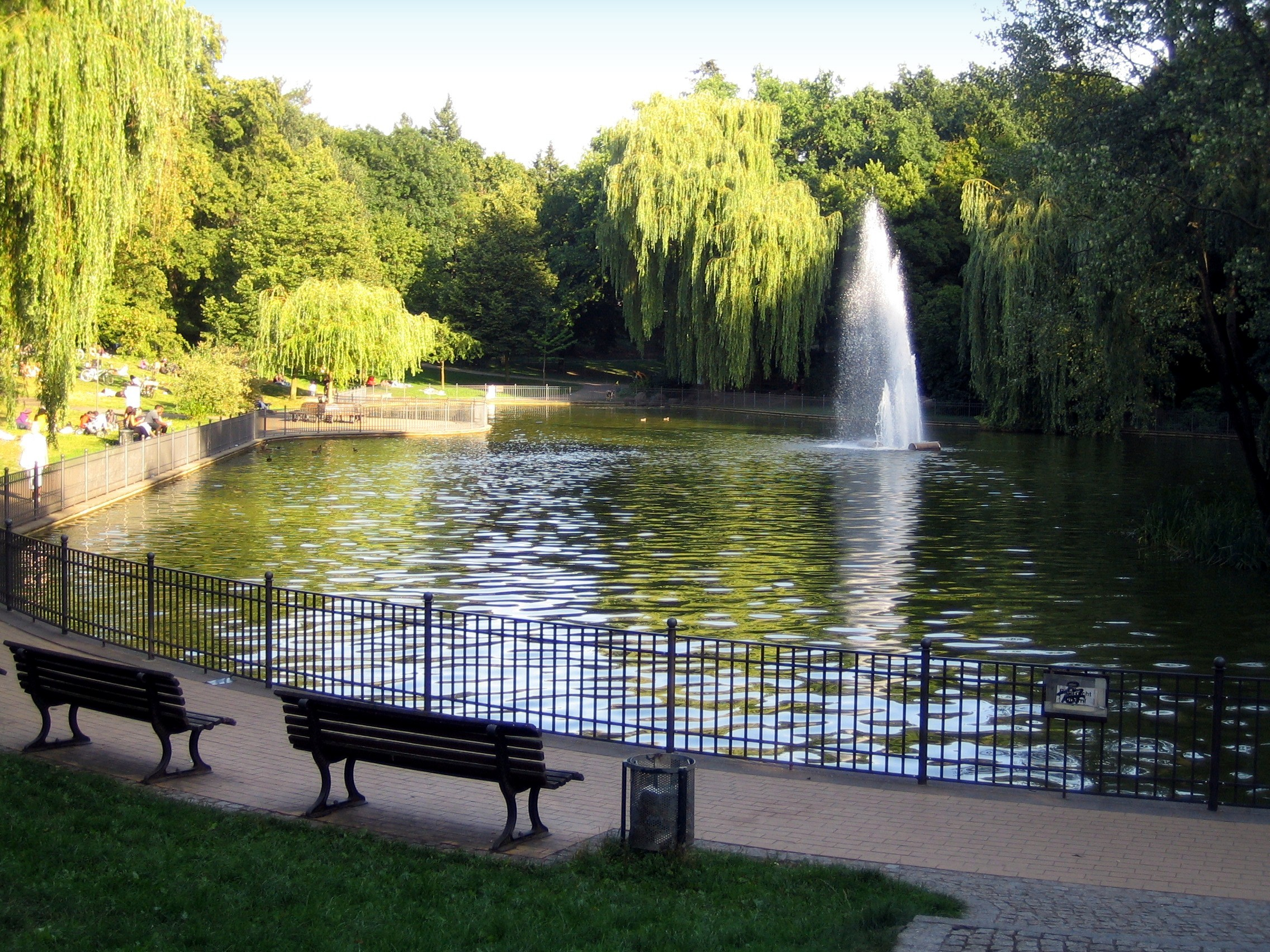
Народный парк Фридрихсхайн

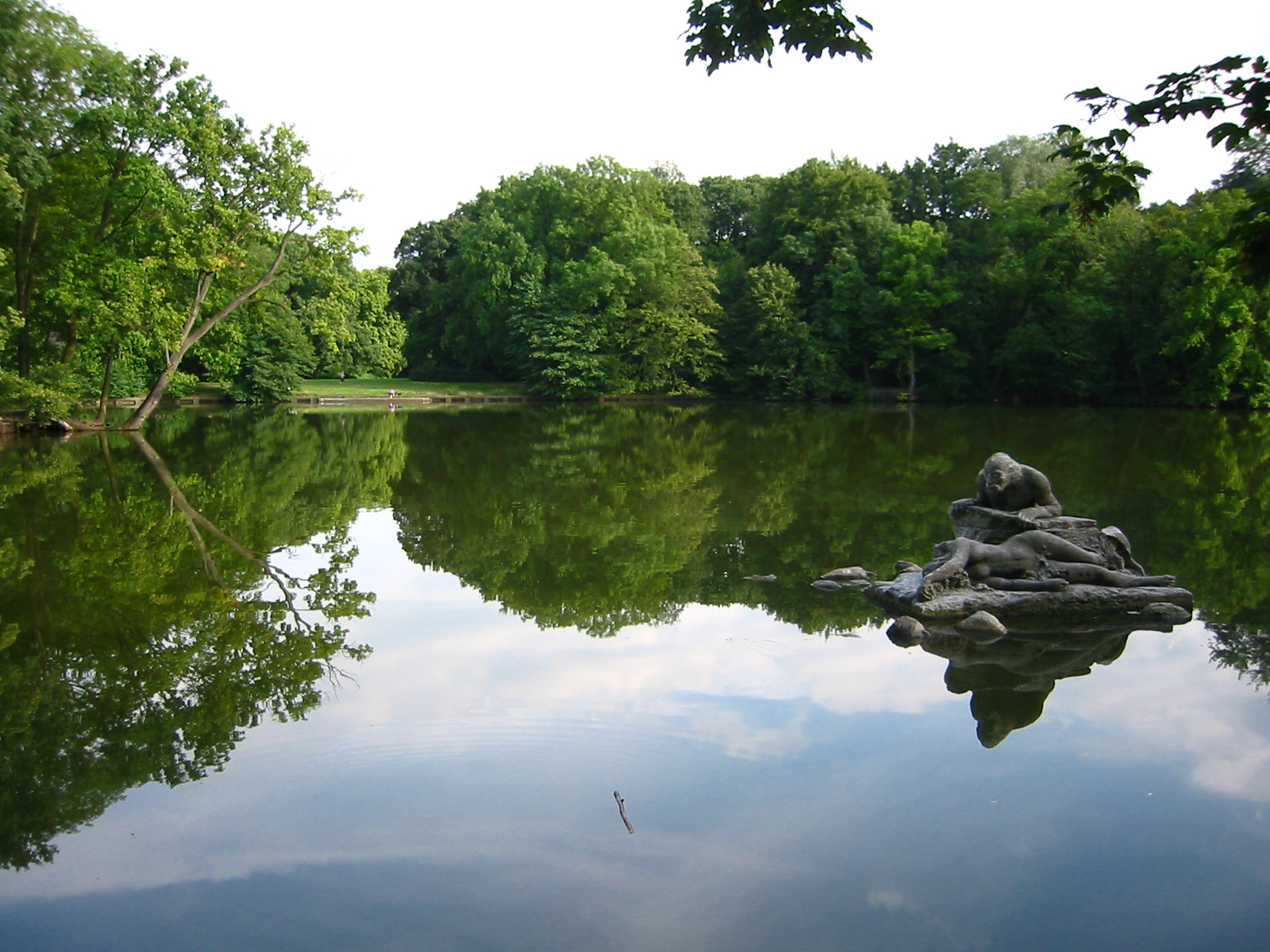
Трептов-парк

Иога́нн Ге́нрих Гу́став Ма́йер (нем. Johann Heinrich Gustav Meyer; 14 января 1816, Фрауэндорф — 27 мая 1877, Берлин) — ландшафтный архитектор и директор муниципальных садов Берлина.

## Жизненный путь
Густав Майер первым начал создавать городские парки как зоны отдыха для простых жителей. До сегодняшнего дня частично сохранили авторскую планировку Густава Майера Народный парк Фридрихсхайн, Народный парк Гумбольдтхайн, Трептов-парк,  Малый Тиргартен в районе Моабит, дендрарий в районе Баумшуленвег округа Трептов-Кёпеник, а также озеленённые улицы и скверы в берлинском районе Ванзе и множество мест для прогулок.
Своё мастерство садового искусства Густав Майер первоначально приобретал в отделении Ботанического сада в Шёнеберге. С 1832 до 1836 года Майер учился в королевском садовом колледже в Сан-Суси, среди прочих у Петера Йозефа Ленне, прусского садового художника и ландшафтного архитектора немецкого классицизма, последователем которого Майер стал.
Ленне доверил Майеру в 1843 году полное управление техническими вопросами в своем бюро. Кроме того, Майер взял на себя преподавание чертежного и ландшафтного рисования в курсах проектирования и перспективы.
По поручениям прусского короля Фридриха Вильгельма IV Ленне и Майер занимались усовершенствованием имевшихся в Потсдаме садово-парковых зон и закладкой новых. Наряду со своей педагогической деятельностью Майер получил должность смотрителя садов.
В 1840 году Густав Майер выиграл объявленный конкурс на создание первого муниципального парка в Берлине и разработал планировку Народного парка Фридрихсхайн, закладка которого осуществлялась с 1846 по 1848 годы.
Как только в 1870 году в Берлине была создана Комиссия городских садов и парков (Берлинский отдел садоводства), руководство этим ведомством сразу было поручено Густаву Майеру, который стал первым директором городских садов. В этой должности Густав Майер планировал и создавал новые общественные зоны отдыха в Берлине, среди которых — Гумбольдтхайн и Трептов-парк на территории современных берлинских округов Митте и Трептов-Кёпеник.
В 1874 году Майер вернулся к народному парку Фридрихсхайн с проектом его расширения в северной части, чтобы компенсировать потерю площади, отошедшей к построенному на территории парка больничному комплексу Фридрихсхайн.

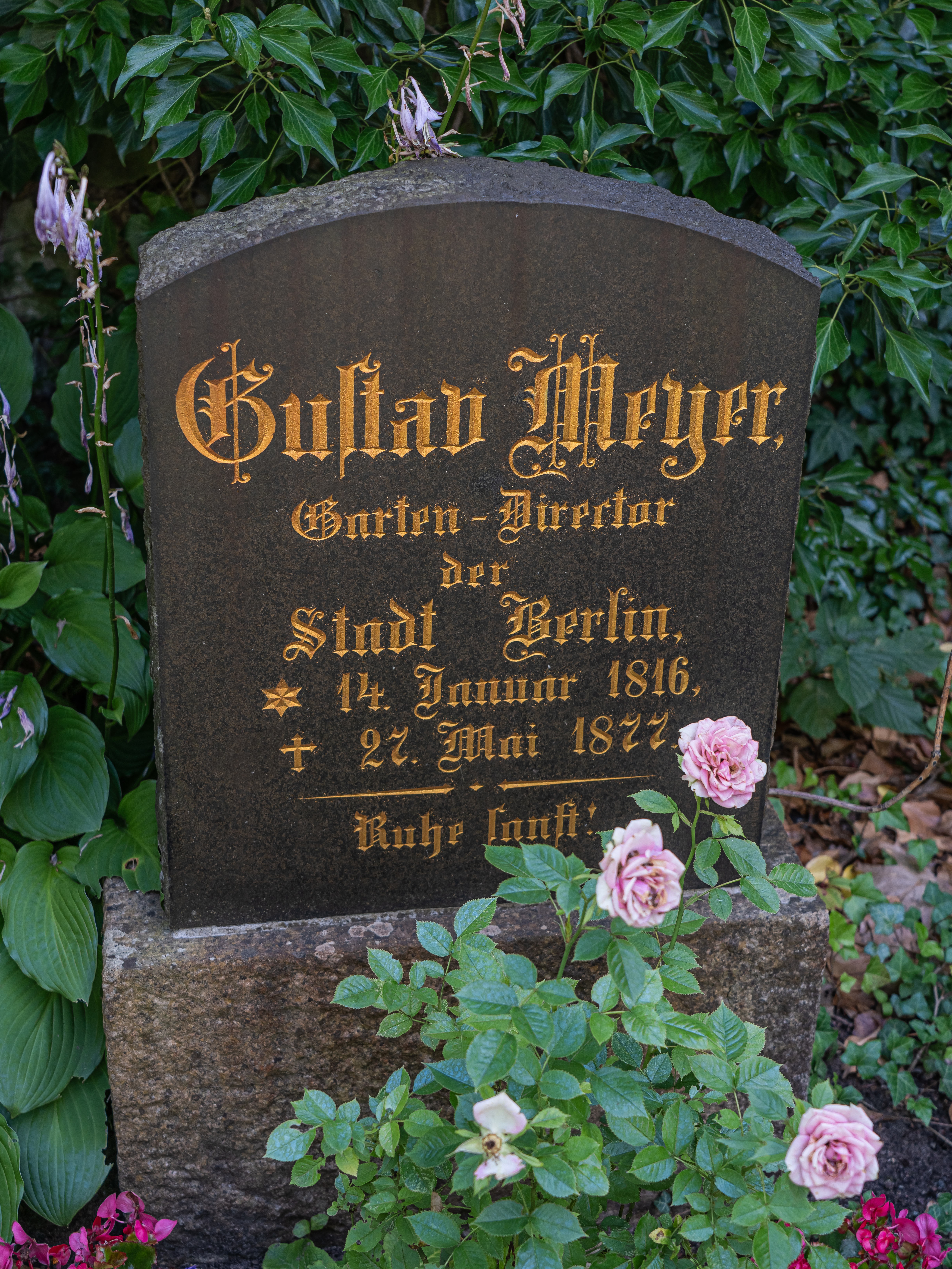
Надгробный камень на кладбище в Потсдаме

Закладку большинства скверов и парков, запланированных с 1870 года, Майер успел завершить до своей кончины в 1877 году.
В 1995 году Сенат Берлина учредил Премию Густава Майера, которая вручается раз в два года за выдающиеся заслуги в развитии садово-паркового искусства.